# Järnvägsolyckan på Saltsjöbanan 2013
Järnvägsolyckan på Saltsjöbanan 2013 inträffade tidigt på morgonen den 15 januari 2013 på Saltsjöbanan i Stockholm, Sverige.

## Kraschen
Tidigt på morgonen kraschade ett fyravagnarståg in i ett bostadshus efter plattformen vid Saltsjöbadens station. Den första vagnen, en C10 nr 2887, trängde in i huset. Nästa vagn, en C11 nr 2888, var också mycket skadad men stannade utanför huset, medan de två sista vagnarna fick mindre skador. På tåget befann sig en städerska som vid kraschen klämdes fast och fick svåra skador. Vagnhallen ligger i Neglingedepån 1,6 kilometer från olycksplatsen och avståndet från stoppbocken till det träffade huset är cirka 30 meter.

## Reparation
I september 2013 var en ny stoppbock av betong installerad på platsen och bostadshuset reparerat vilket möjliggjorde för tågtrafiken att återuppta trafiken till Saltsjöbadens station. De två första vagnarnas skador var så pass omfattande att man var tvungen att skrota dem. De två sista vagnarna kunde åter sättas i trafik efter reparationsåtgärder.

## Orsak
Kvinnan som var ombord var först misstänkt för att ha "stulit" tåget men det visade sig senare vara fel. Haveriutredningen klarlade att tåget hade börjat röra sig på grund av att fordonets förarplats, i syfte att undvika fastfrysning av bromsar, hade arrangerats på ett sådant sätt att en manöver för central dörrstängning i förarhytten kunde orsaka en okontrollerad rörelse. Den 5 maj 2014 publicerade Statens haverikommission sin rapport som helt frikände kvinnan.